# Władcy Bali

## Królowie Bali
Dynastia Warmadewów
- Śri Kesariwarmadewa (zwierzchni król Bali ok. 882–915)
- Ugrasena (ok. 915–939)
- Agni (ok. 939–955)
- Tabanendrawarmadewa (ok. 955–960)
- Idradżajasimha (koregent przed 960)
- Czandrabhajasimhawarmadewa (ok. 960–975)
- Dżanasadhuwarmadewa (ok. 975–984)
- Śri Widżajamahadewi (królowa 984–989)
- Gunaprijadharmapatni (królowa przed 989–1007)
- Dharmaudajanawarmadewa (989–1011) [mąż]
- Śri Adżnadewi (królowa ok. 1016)
- Dharmawangsawardhanarakatapangkadża (ok. 1022–1025) [syn Dharmaudajanawarmadewy]
- Airlangga (ok. 1025–1042; władca Janggali na wschodzie Jawy od 1019) [brat]
- Zależność od Mataramu 1025–1042
- Anak Wungsu (przed 1049–1077) [brat]
- Zależność od Panalu 1042–1284
- Śri Maharadża Walaprabhu (przed 1079–1088)
- Śri Maharadża Sakalendukirana Lakszmidhara Widżajottunggadewi (królowa ok. 1088–1098)
- Śri Suradhipa (ok. 1115/9)
- Śri Dżajaśakti (ok. 1133–1150)
- Ragadżaja (ok. 1155)
- Dżajapangus (ok. 1178–1181)
- Ardżajadengdżajakentana (królowa ok. 1200)
- Hadżi Ekadżajalankana (koregent ok. 1200)
- Bhatara Guru Śri Adikuntiketana (ok. 1204)
- Adidewalankana (przed 1260)
- Kertanagara(ok. 1275–1292)
- Zależność od Singasari 1284–1293
- Dżajakatwang (1292–1293)
- Zależność od Majapahitu 1293–1343
- Radżapatih Makakasar Kebo Parud (tylko gubernator przed 1296–1300)
- Mahaguru Dharmottunggawarmadewa (przed 1324)
- Tarunadżaja (ok. 1324) [wnuk]
- Waladżajakertaningrat (1328-?) [stryj]
- Śri Astasura Ratna Bumi Banten (przed 1332–1343)
- Majapahit podbija Bali 1343

Dynastia Pejeng – królowie Bali w  Gelgel
- Dalem Śri Adżi Kresna Kepakisan (przed 1350–1380)
- Zależność od Majapahitu 1343–1527
- Raden Agra Sampragan (ok. 1380; usunięty) [syn]
- Dalem Ketut Ngulesir (po 1380–1460; król Bali w Gelgel od przed 1450) [brat]
- Dalem Śri Adżi Baturenggong (ok. 1560–1550) [syn]
- Dalem Bekung (ok. 1550–1580) [syn]
- Dewa Seganing (ok. 1580–1623) [syn]
- Dewa Dimade (ok. 1623–1642) [syn]
- Dewa Pacekan (ok. 1642–1650) [syn]
- Dewa Cawu (1651-?; zmarł 1673) [stryj]
- I Gusti Anglurah Agung Maruti (uzurpator ok. 1665–1686)

Zwierzchni królowie Bali w Klungkungu
- Jambe I (władca (dewa agung) 1686-ok. 1722)
- Gede (ok. 1722–1736) [syn]
- Made (1736-ok.1760) [syn]
- Śakti (ok.1760–1790; usunięty, zmarł ok. 1815; regencja 1769–1790) [syn]
- Putra I Kusamba (ok.1790–1809) [syn]
- Aju Karang (regentka 1809–1815) [wdowa]
- Putra II (1815–1851; władca (susuhunan) Bali i Lomboku od 1849) [syn Putry I]
- Protektorat holenderski 1839–1949
- Putra III Bhatara Dalem (1851–1903) [syn adoptowany]
- Jambe II (1903–1908; władca (susuhunan) Klungkungu od 1904) [syn]
- Panowanie holenderskie 1908–1929
- Oka Geg (1929–1964) [bratanek]
- Bali włączone do Indonezji 1949

## Władcy Mengwi
- Gajah Mada (radża Mengwi ok. 1480–1500)
- Nieznani władcy (po 1500–1690)
- Śakti (władca (gusti agung) ok. 1690–1722)
- Made Alangkajeng (1722–1740) [syn]
- Putu Majun (ok. 1740) [bratanek]
- Made Munggu (po 1740–1770/80) [brat]
- Putu Agung (1770/80–1793/4) [syn]
- Gusti Aju Oka Kaba-Kaba (regentka 1770/80–1807) [matka]
- Ngurah Made Agung I (1807–1816) [brat Putu Agunga]
- Ngurah Made Agung II Putra (1816–1823) [syn]
- Ketut Agung (1823–1856) [brat]
- Protektorat holenderski 1839–1891
- Gusti Aju Istri Bjang Agung (1856) [wdowa po Ngurah Made Agungu II]
- Ngurah Made Agung III (1856–1891)
- Mengwi zostało zlikwidowane i podzielone pośród Klungkung, Badung, Gianjar i Tabanan 1891

## Władcy Tabananu
- Bhatara Arja Kenceng (władca Tabananu w południowym wschodzie Bali przed 1480–1510)
- Dewa Jang Nenulup (ok. 1510–1530) [syn]
- Bhataraneng Pucangan (ok. 1530–1550) [syn]
- Dewa Natar Handire (ok. 1550–1580) [syn]
- Sang Magade Nata (ok. 1580–1600) [syn]
- Prabhu Singasana (ok. 1600–1620) [syn]
- Prabhu Winalwanan (ok. 1620–1640; usunięty) [syn]
- Gusti Wajahan Pamedekan (ok. 1640–1647) [syn]
- Gusti Made Pamedekan (1647–1650) [brat]
- Prabhu Winalwanan (2. panowanie ok. 1650-?)
- Prabhu Nisweng Panida [syn Made Pamedekana]
- Gusti Made Dalang [brat]
- Gusti Nengah Malkangin [syn Wajahan Pamedekana]
- Gusti Bolo di Malkangin [syn Winalwanana]
- Prabhu Magada Śakti (po 1700) [syn Nisweng Panidy]
- Gusti Agung Badeng (regent po 1700) [zięć Made Pamedekana]
- Anglurah Mur Pamade [syn Magady Śakti]
- Gusti Ngurah Sekar (ok. 1734) [syn]
- Gusti Ngurah Gede [syn]
- Gusti Ngurah Made Rai (?–1793) [brat]
- Gusti Ngurah Rai Penebel (1793–1820) [brat]
- Gusti Ngurah Ubung (ok. 1820–1825) [syn]
- Gusti Ngurah Agung (ok. 1825–1844) [wnuk Made Rai]
- Protektorat holenderski 1839–1906
- Gusti Ngurah Rai Agung (1844–1903) [syn]
- Gusti Ngurah Rai Perang (1903–1906)
- Holenderskie Indie Wschodnie podbijają Tabanan 1906
- Cokorda Ngurah Ketut (1929–1939) [syn]
- Gusti Ngurah Wajan (regent 1939–1944)
- Cokorda Ngurah Gede (1944–1950; usunięty, zmarł 1990) [syn Ketuta]

## Władcy Karangasemu
- Arja Manguri (radża Karangasemu na południowym wschodzie Bali przed 1500–1520)
- N.N.(?) (1520–1550)
- Panowanie Mengwi ok. 1550–1650
- Gusti Karangasem (ok. 1650–1691)
- Made Kararang (ok. 1691–1692)
- Anglurah Ketut Karangasem (ok. 1692–1730)
- Wajahan Karangasem (ok. 1730–1740)
- Made Karangasem (ok. 1740–1775)
- Gusti Gede Ngurah Karangasem (1775–1806)
- Gusti Gede Ngurah Agung Lanang Pagujangan (1806–1823; usunięty)
- Dewa Gusti Gede Pahang (1823)
- Gusti Gede Ngurah Agung Lanang Pagujangan (2. panowanie 1823–1828)
- Gusti Ngurah Bagus Pandżi Karangasem (1828–1838; usunięty, zmarł 1839)
- Gusti Gede Ngurah Cotong (1838–1839)
- Gusti Gede Ngurah Made Karangasem (1839–1849)
- Lombok okupuje Karangasem 1849–1893
- Gusti Gede Dżelantik (regent 1893–1908; usunięty, zmarł 1916)
- Agung Anglurah Ketut Karangasem (regent 1908–1938; władca 1938–1950; usunięty, zmarł 1966)
- Agung Ngurah Ketut Karangasem (1950–1991)

## Władcy Badungu (Pamecutanu)
Dynastia z Tabananu
- Prabhu Bandana (radża Badungu na południowym wschodzie Bali ok. 1600–1630) [syn Sang *Magade Naty, władcy Tabananu]
- Gusti Ngurah Papak (ok. 1630–1660) [syn]
- Gusti Dżambi Pule (ok. 1660–1683) [syn]
- Gusti Macan Gading (ok. 1683–1720) [syn]
- Kjai Anglurah Pamecutan Śakti (ok. 1720–1750) [syn]
- Muring Ukiran (ok. 1750–1780) [syn]
- Bhidża (ok. 1780–1800) [syn]
- Podział państwa na Pamecutan, Den Pasar (Badung) i Kesiman ok. 1800

Władcy Pamecutanu
- Kjai Agung Gede Raka (władca Pamecutanu po podziale ok. 1800–1813) [syn]
- Muring Gedong (ok. 1813–1829) [syn]
- Anak Agung Lanang (1829–1840) [bratanek]
- Kjai Agung Gede Woka Muring Madarda (1840–1851) [syn]
- Cokorda Agung Pamecutan (władca (cokorda) 1851–1906;) [bratanek]
- Holenderskie Indie Wschodnie podbijają Pamecutan 1906
- Cokorda Ngurah Gede Pamecutan (1946–1950; usunięty, zmarł 1986) [wnuk]
- Pamecutan włączony do Indonezji 1950

## Władcy Jembrany
Dynastia z Gelgel
- Gusti Agung Basangtamiang (radża Jembrany na zachodzie Bali ok. 1600–1650)
- Gusti Brangbangmurti (ok. 1650–1680) [syn]
- Gusti Gede Giri (ok. 1680–1720) [syn]
- Gusti Ngurah Tapa (ok. 1720–1730) [syn]
- Gusti Made Tjasa (ok. 1730–1740) [brat]
- Gusti Gede Andul (ok. 1740–1750) [syn]

Dynastia z Mengwi
- Gusti Ngurah Agung Jembrana (ok. 1750-?)
- Gusti Ngurah Batu (regent ?–1766) [syn]
- Gusti Gede Jembrana (1766-?) [wnuk]
- Gusti Putu Handul (przed 1797–1809; regencja 1805–1808) [syn]
- Gusti Putu Sloka (1809–1835?; regencja 1812-po 1820) [syn]
- Gusti Made Penarungan (regent ?–1849)
- Protektorat holenderski 1839–1856
- Gusti Putu Ngurah Sloka (1849–1855; usunięty, zmarł 1876) [syn Putu Sloki]
- Gusti Ngurah Made Pasekan (regent 1849–1855; władca 1855–1866)
- Anak Agung Made Rai (regent 1867–1882; władca 1882–1906) [wnuk]
- Holenderskie Indie Wschodnie podbijają Jembranę 1906
- Anak Agung Bagus Negara (1929–1950; usunięty, zmarł 1967) [wnuk]
- Jembrana włączona y do Indonezji 1950

## Władcy Bulelengu
Dynastia Sangket
- Panji Śakti (władca Bulelengu 1647/60–1697)
- Zależność od Klungkungu 1647–1660
- Anglurah Pandżi Gede (1698–1732) [syn]
- Ngurah Panji Bali (1732-ok. 1760) [zięć]
- Zależność od Mengwi 1732-ok. 1760
- Ngurah Panji (w Sukasaddzie ok. 1760–1780) [syn]
- Zależność od Karangasemu ok. 1760–1849
- Ngurah Dżelantik (w Singaradżie (ok. 1760–1780) [brat]
- Ngurah Made Jelantik (ok. 1780–1793; usunięty, zmarł ok. 1803)
- Gusti Nengah Bungkal (1793–1804)
- Gusti Njoman Karang (1804–1806)
- Gusti Gede Wayan Karang Asem (1806–1818) [brat]
- Gusti Gede Ngurah Pahang (1818–1823) [syn]
- Gusti Gede Made Oka Sori (1823–1825; usunięty) [szwagier]
- Gusti Ngurah Made Karang Asem (1825–1849) [kuzyn]
- Dewa Made Rai (1849–1853; usunięty, zmarł 1906) [potomek Ngurah Panji]
- Zależność od Bangli 1849–1851
- Gusti Ketut Jelantik (1853–1873; regencja 1853–1861; usunięty, zmarł 1893)
- Interregnum 1873–1929
- Putu Jelantik (regent 1929–1938; władca (anak agung) 1938–1944)
- Njoman Pandżi Tisna (1944–1947; usunięty) [syn]
- Ngurah Ketut Jelantik (1947–1950; abdykował, zmarł 1970) [brat]
- Buleleng włączony do Indonezji 1949
- Njoman Panji Tisna (2. panowanie 1950–1958; abdykował, zmarł 1978)

## Władcy Gianjaru
- Dewa Manggis I Kuning (władca (dewa manggis) Gianjaru ok. 1701–1730)
- Dewa Manggis II Pahang (ok. 1730–1750) [syn]
- Dewa Manggis III Bengkel (ok. 1750–1771) [syn]
- Dewa Manggis IV Dżorog (ok. 1771–1788) [syn]
- Dewa Manggis V di Madja (Dewa Pahang) (ok. 1788–1839) [syn]
- Dewa Manggis VI di Rangki (ok. 1839–1847) [syn]
- Dewa Manggis VII di Satria (1847–1885; usunięty, zmarł 1887) [brat]
- Panowanie Klungkungu 1885–1893
- Dewa Pahang (1893–1896) [syn]
- Dewa Manggis VIII (Dewa Gede Raka od 1908) (1896–1912) [brat]
- Radża Ide Anak Agung Ngurah Agung (władca (anak agung) 1912–1943; usunięty) [syn]
- Radża Ide Anak Agung Gede Agung (1943–1946; usunięty) [syn]
- Radża Ide Anak Agung Ngurah Agung (2. panowanie 1946–1960)
- Gianjar włączony do Indonezji 1950
- Radża Ide Anak Agung Gede Agung (2. panowanie 1960–1999)
- Anak Agung Gede Agung (1999-dziś) [syn]

## Władcy Sukawati-Ubud
Dynastia z Klungkungu – władcy Sukawati
- Dewa Agung Anom (władca Sukawati przed 1713–1733)
- Dewa Agung Gede Patemon (1733-?) [syn]
- Dewa Agung Gede Sukawati [syn]
- Dewa Agung Made Pliatan (?-po 1790) [brat]

Władcy Ubudu
- Cokorda I Sukawati (władca (cokorda) Ubudu ok. 1800-po 1830) [syn]
- Cokorda II Rai Batur (po 1830-po 1870) [syn]
- Cokorda III Gede (przed 1889–1919) [syn]
- Cokorda IV Gede Raka Sukawati (1919–1931; usunięty, zmarł 1979) [syn]
- Cokorda V Gede Agung Kuawati (1931–1950; usunięty, zmarł 1978) [brat]
- Ubud włączony do Indonezji 1950

## Władcy Kasimanu
- Kjai Agung Pambahjun (władca Kasimanu po podziale Badungu ok. 1750–1813)
- Gusti Ngurah Gede Kesiman (1813–1861) [syn Gusti Ngurah Made Pamecutana I, władcy Den Pasar]
- Gusti Ngurah Ketut (1861-?)
- Anak Agung Ngurah Majun I (?–1904) [syn]
- Anak Agung Ngurah Majun II (1904–1906) [syn]
- Gusti Ngurah Made (władca (punggawa) 1906-?)
- Kasiman włączony do Den Pasaru po 1906

## Władcy Den Pasar
- Gusti Ngurah Made Pamecutan I (władca Den Pasar (Badungu) po podziale Badungu  przed 1780–1817)
- Gusti Ngurah Made Pamecutan II (1818–1828) [syn]
- Panowanie Kasimanu 1829–1861
- Ngurah Gede Hoka (władca tytularny 1829–1842/8) [syn]
- Ngurah Made Pamecutan III (władca tytularny po 1841–1861) [brat]
- Gusti Alit Gede Ngurah Pamecutan (1861–1890)
- Cokorda Alit Ngurah I (władca (cokorda) 1890–1902) [syn]
- Cokorda Alit Ngurah II (1902–1965) [syn]
- Den Pasar włączony do Indonezji 1946
- Ngurah Pamecutan (1965–1986)

## Władcy Bangli
- Dewa Rahi (władca Bangli ok. 1805–1810)
- Dewa Gede Tangkaban I (ok. 1810–1815)
- Dewa Gede Tangkaban II (ok. 1815–1833)
- Dewa Gede Tangkaban III (1833–1875) [syn]
- Dewa Gede Oka (1875–1880) [syn]
- Dewa Gede Ngurah (1881–1892) [brat]
- Dewa Gede Cekorda (1894–1911) [brat]
- Dewa Gede Rai (regent 1913–1925) [brat]
- Dewa Gede Taman (regent 1925–1930) [wnuk Tangkabana III]
- Dewa Putu Bukian (1930–1931) [wnuk Tangkabana III]
- Anak Agung Ketut Ngurah (władca (anak agung) 1931–1950) [syn Cekordy]
- Bangli włączone do Indonezji 1950